# Колосома
Колосомите (Colossoma macropomum) са вид сладководни лъчеперки от семейство Харациди (Characidae). Достигат дължина до 1 метър и маса до 30 килограма. Разпространени в басейните на Амазонка и Ориноко, те са най-едрите харациди в Южна Америка, като се отглеждат в рибарници в целия континент. Видът има голямо значение за аквакултурата, тъй като може да живее в бедни на минерали води и е устойчив на болести.
Колосомите имат форма, подобна на тази на пираните, и понякога ги бъркат с тези хищни риби. Те са силно сплеснати странично, с големи очи и леко извит гръб. Основният цвят на тялото им е черен до сив с петна в средната част. Всички перки са черни, като гръдните са съвсем малки. Около 10% от теглото им са мазнини.
Колосомите обикновено живеят поединично. Хранят се със зоопланктон, насекоми, охлюви и разлагащи се растения. В естествения ареал на вида той играе важна роля за разпространението на семена от плодове.